# Понпеи (штат)
Понпе́и (англ. Pohnpei) — один из четырёх штатов в Федеративных Штатах Микронезии. До 1984 года штат назывался Понапе. Расположен в центрально-восточной части ФШМ на острове Понпеи и небольших коралловых островах — атоллах и моту — вокруг. Площадь территории штата — 344 км². По переписи 2010 года население штата составляло 36 196 человек. Плотность населения — 105,22 чел./км². Административный центр — город Колониа, находящийся в 8 километрах от столицы Федеративных Штатов Микронезии Паликира.

## География
Остров Понпеи — самый большой по площади и высоте, наиболее развитый, второй по населению и плотности населения остров Федеративных Штатов Микронезии. Флора и фауна острова отличаются большим разнообразием. Понпеи — одно из самых влажных мест на земле: ежегодное количество осадков в отдельных гористых районах составляет около 7600 мм.
На острове расположены Паликир, столица Федеративных Штатов Микронезии, и Международный аэропорт Понпеи (код IATA: PNI), около столицы штата Колонии, на моту у северного побережья главного острова.
Внешние атоллы штата — Пингелап, Мокил, Ант, Пакин, Нгатик, Нукуоро и Капингамаранги.

## История
Понпеи известен благодаря руинам города Нан-Мадол, возникшего между 1180 и 1200 годами и просуществовавшего, примерно, до 1500 года. Мегалитические структуры Нан-Мадола сравнимы по масштабам в Тихоокеанском регионе только с мегалитами острова Пасхи. Впервые включены в навигационные карты после кругосветного плавания Литке.

## Губернаторы
1. Лео Эми Фолкэм (Leo Amy Folcam) с 1979 по 1983.
2. Ресио С. Мозеш (Resio S. Moses) с 1983 по 1992.
3. Джонни П. Давид (Jonny P. David) с 1992 по 1996.
4. Дель С. Пангелинан (Del S. Pangelinan) с 1996 по 2000.
5. Джонни П. Давид (Jonny P. David) с 2000 по 2008.
6. Джон Еса (John Ehsa) с 2008 по 2015.
7. Марсело Петерсон (Marcelo Peterson) с 2015 по 2020.
8. Рид Оливер (Reed Oliver) с 2020.